# Рудоуправление имени Р. Люксембург
Рудоуправление имени Р. Люксембург — бывшее предприятие горнодобывающей отрасли по добыче и переработке железных руд на базе Криворожского железорудного бассейна в городе Кривой Рог. Входило в состав ПО «Кривбассруда».

## История
Месторождение разрабатывалось Александровским рудником Брянского акционерного общества c 1889 года открытым способом и c 1907 года — подземным.
В марте 1923 года был создан рудник имени Красной гвардии.
B 1939 году присвоено имя Pозы Люксембург.
На 1986 год годовая добыча составила 2,6 млн тонн сырой руды.

## Характеристика
Рудоуправление разрабатывало богатые железные руды Криворожского месторождения — в основном мартитовые и гематит-мартитовые. Производило агломерационную и мартеновскую руды. На 1983 год запасы руды оценивались в 88,6 млн тонн c содержанием железа в 59,2%.
Месторождение вскрыто двумя спаренными рудоподъёмными, двумя вспомогательными и двумя вентиляционными стволами. Системы разработки: подэтажно-, этажно-камерная и подэтажного обрушения c отбойкой руды глубокими скважинами. Потери при добыче составляли 13,3%, засорение — 11,2%. Горные работы велись на глубине 1100 метров.
B структуру рудника входили шахты «Новая» (1939), «Комсомольская-1» (1957), «Гвардейская» (1965), дробильно-сортировочная фабрика, ремонтно-строительный и энергетический цеха.
Горнотранспортное оборудование было представлено виброустановками, скреперными лебёдками, буровыми каретками, погрузочными машинами.
Управляющим до 1981 года был Олег Иванович Храпко.